# Masdevallia lankesteriana
Masdevallia lankesteriana là một loài thực vật có hoa trong họ Lan. Loài này được Luer mô tả khoa học đầu tiên năm 1995.